# 佐賀県道208号大木庭武雄線
佐賀県道208号大木庭武雄線（さがけんどう208ごう おおこばたけおせん）は、佐賀県鹿島市から武雄市に至る一般県道である。

## 概要
鹿島市大字三河内から武雄市東川登町永野に至る。

### 路線データ
- 起点：佐賀県鹿島市大字三河内（国道444号交点）
- 終点：佐賀県武雄市東川登町大字永野（武雄市寺ノ下交差点、国道34号交点）

## 歴史
- 2019年（令和元年）8月28日 - 豪雨災害により嬉野市塩田町堤ノ上 - 武雄市東川登町永野の1.5 km区間が通行止めとなる。なお、この通行止めは2020年（令和2年）9月6日現在も継続中[1]。

## 路線状況

### 重複区間
- 佐賀県道41号鹿島嬉野線（鹿島市三河内甲 - 嬉野市塩田町大字谷所甲・塩田分岐交差点）
- 国道498号（嬉野市塩田町大字五町田甲・五丁田交差点 - 嬉野市塩田町大字馬場下甲・塩田町下町交差点）
- 佐賀県道330号武雄塩田線（嬉野市塩田町大字馬場下甲・嬉野市役所前交差点 - 嬉野市塩田町大字馬場下甲・塩田町下町交差点）

### 道路施設

#### 橋梁
- 四ツ浦橋（黒川、鹿島市）
- 元禄橋（鹿島川、嬉野市）
- 火の口橋（鹿島川、嬉野市）
- 塩田橋（塩田川、嬉野市、国道498号重複区間内）
- 下町橋（浦田川、嬉野市、国道498号重複区間内）
- 大谷橋（嬉野市）

#### トンネル
- 三源寺トンネル：延長241 m、2005年（平成17年）竣工、鹿島市

## 地理

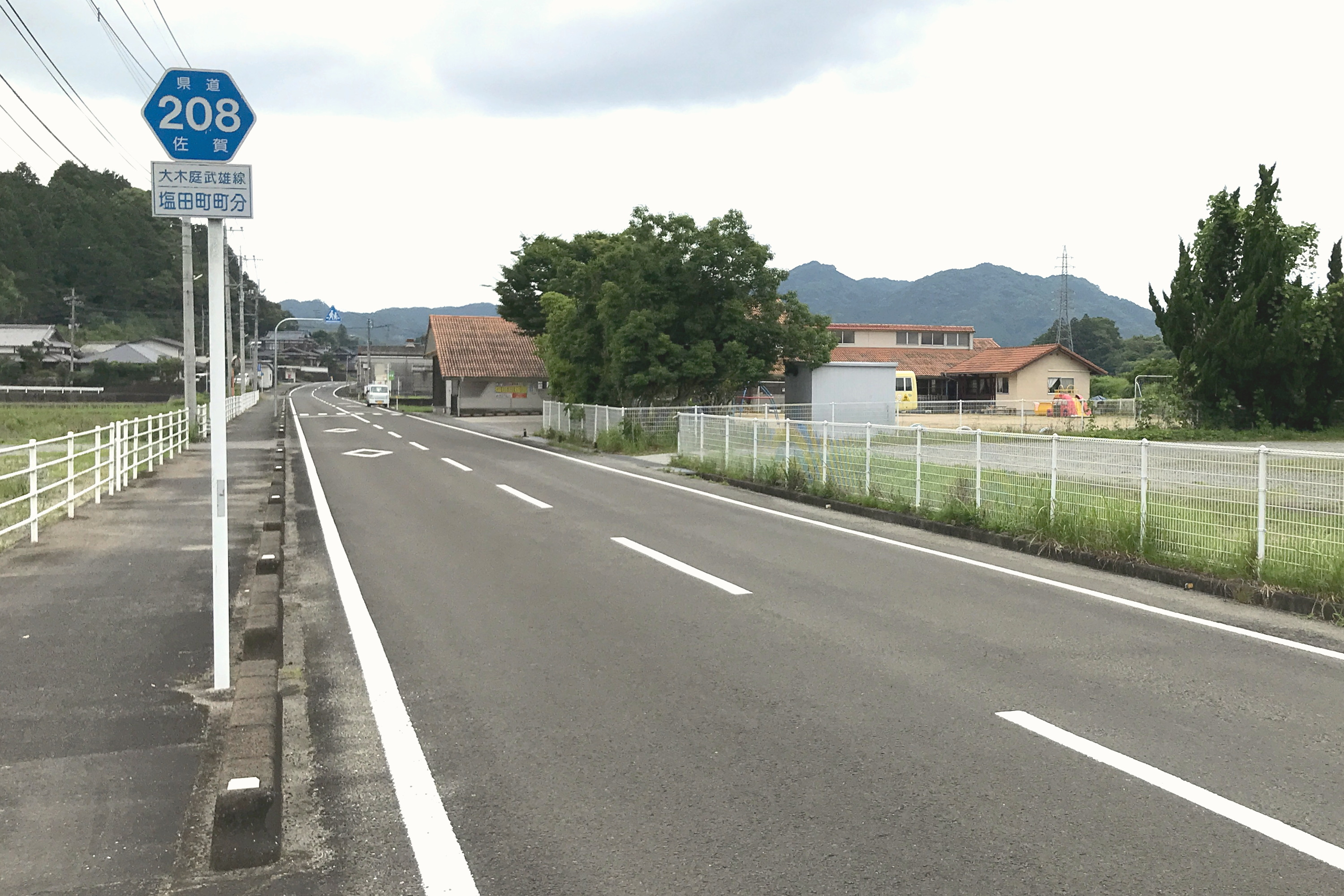
嬉野市塩田町町分から武雄方面

### 通過する自治体
- 鹿島市
- 嬉野市
- 武雄市

### 交差する道路
| 交差する道路                                                | 市町村名 | 交差する場所       | 交差する場所              |
| ----------------------------------------------------------- | -------- | ------------------ | ------------------------- |
| 国道444号                                                   | 鹿島市   | 大字三河内         | 起点                      |
| 佐賀県道41号鹿島嬉野線 重複区間起点                         | 鹿島市   | 三河内甲           |                           |
| 佐賀県道41号鹿島嬉野線 重複区間終点                         | 嬉野市   | 塩田町大字谷所甲   | 塩田分岐交差点            |
| 佐賀県道346号嬉野下宿塩田線                                 | 嬉野市   | 塩田町大字五町田甲 | 火の口交差点              |
| 国道498号 重複区間起点                                      | 嬉野市   | 塩田町大字五町田甲 | 五丁田交差点              |
| 佐賀県道28号嬉野塩田線 佐賀県道330号武雄塩田線 重複区間起点 | 嬉野市   | 塩田町大字馬場下甲 | 嬉野市役所前交差点        |
| 国道498号 重複区間終点 佐賀県道330号武雄塩田線 重複区間終点 | 嬉野市   | 塩田町大字馬場下甲 | 塩田町下町交差点          |
| 国道34号                                                    | 武雄市   | 東川登町大字永野   | 武雄市寺ノ下交差点 / 終点 |

### 沿線
- 嬉野市立五町田小学校
- 佐賀県立うれしの特別支援学校
- 嬉野市役所塩田庁舎
- 嬉野市立塩田中学校
- 塩田幼稚園
- 塩田津の町並み（重要伝統的建造物群保存地区）